# Phil Di Giuseppe
Phillip "Phil" Di Giuseppe, född 9 oktober 1993 i Maple, är en kanadensisk professionell ishockeyspelare som spelar för New York Rangers i NHL.
Han har tidigare spelat på NHL-nivå för New York Rangers, Nashville Predators och Carolina Hurricanes och på lägre nivåer för Hartford Wolf Pack, Milwaukee Admirals och Charlotte Checkers i AHL, Michigan Wolverines (University of Michigan) i NCAA och Villanova Knights i OJHL.
Di Giuseppe draftades i andra rundan i 2012 års draft av Carolina Hurricanes som 38:e spelare totalt.
Han plockades på waivers av Nashville Predators den 1 januari 2019.

## Statistik
| 2008–2009   | Vaughan Kings Minor Midget AAA | GTHL        | 41  | 16 | 17 | 33 | 19 | —  | — | —  | —  | — |
| 2009–2010   | Villanova Knights              | OJAHL       | 56  | 16 | 31 | 47 | 44 | 6  | 1 | 3  | 4  | 0 |
| 2010–2011   | Villanova Knights              | OJHL        | 49  | 24 | 39 | 63 | 25 | 10 | 6 | 10 | 16 | 6 |
| 2011–2012   | Michigan Wolverines            | NCAA        | 40  | 11 | 15 | 26 | 18 | —  | — | —  | —  | — |
| 2012–2013   | Michigan Wolverines            | NCAA        | 40  | 9  | 19 | 28 | 32 | —  | — | —  | —  | — |
| 2013–2014   | Michigan Wolverines            | NCAA        | 35  | 13 | 11 | 24 | 29 | —  | — | —  | —  | — |
|             | Charlotte Checkers             | AHL         | 3   | 0  | 1  | 1  | 6  | —  | — | —  | —  | — |
| 2014–2015   | Charlotte Checkers             | AHL         | 76  | 11 | 19 | 30 | 20 | —  | — | —  | —  | — |
| 2015–2016   | Carolina Hurricanes            | NHL         | 41  | 7  | 10 | 17 | 18 | —  | — | —  | —  | — |
|             | Charlotte Checkers             | AHL         | 25  | 8  | 10 | 18 | 12 | —  | — | —  | —  | — |
| 2016–2017   | Carolina Hurricanes            | NHL         | 36  | 1  | 6  | 7  | 15 | —  | — | —  | —  | — |
|             | Charlotte Checkers             | AHL         | 40  | 12 | 16 | 28 | 22 | 5  | 1 | 0  | 1  | 4 |
| 2017–2018   | Carolina Hurricanes            | NHL         | 49  | 5  | 8  | 13 | 17 | —  | — | —  | —  | — |
|             | Charlotte Checkers             | AHL         | 14  | 4  | 8  | 12 | 8  | —  | — | —  | —  | — |
| 2018–2019   | Carolina Hurricanes            | NHL         | 21  | 1  | 3  | 4  | 8  | —  | — | —  | —  | — |
|             | Charlotte Checkers             | AHL         | 2   | 0  | 0  | 0  | 19 | —  | — | —  | —  | — |
|             | Nashville Predators            | NHL         | 2   | 0  | 0  | 0  | 0  | —  | — | —  | —  | — |
| NHL totalt  | NHL totalt                     | NHL totalt  | 149 | 14 | 27 | 41 | 58 | —  | — | —  | —  | — |
| AHL totalt  | AHL totalt                     | AHL totalt  | 160 | 35 | 54 | 89 | 87 | 5  | 1 | 0  | 1  | 4 |
| NCAA totalt | NCAA totalt                    | NCAA totalt | 115 | 33 | 45 | 78 | 79 | —  | — | —  | —  | — |